# Växjö Damfotbollsförening
Il Växjö Damfotbollsförening, abbreviato in Växjö DFF, è una squadra di calcio femminile svedese con sede a Växjö, città capoluogo dell'omonima municipalità sita nella contea di Kronoberg.
Gioca le partite interne presso la Visma Arena 1.

## Storia
Il Växjö DFF viene fondato nel 2014, grazie alla fusione tra Växjö FF e Hovshaga IF e infine con la sezione femminile dell'Öster IF, e iscritto alla Division 1, terzo livello del campionato svedese, nel girone Östra Götaland. La squadra, affidata alla coppia di tecnici Hanna Höckert e Carl Axelsson, si rivela competitiva e termina il campionato al secondo posto nella serie dietro all'IFK Kalmar. La promozione arriva al termine della stagione successiva, con la squadra affidata al nuovo tecnico Pierre Persson assistito dal suo secondo Pierre Fondin. La squadra, iscritta ancora alla Division 1 ma nel girone territoriale Södra Götaland, grazie anche al bomber Anna Anvegård autrice di 27 reti (31 inclusa la qualificazione) riesce a guadagnare la prima posizione.
La stagione 2016 è la prima in Elitettan dove nuovamente la squadra si rivela competitiva e al termine del campionato giunge terza dietro a LB 07 e Hammarby; il percorso del Växjö DFF è caratterizzato dagli ultimi 18 incontri dove rimane imbattuto e da Anvegård che si conferma migliore marcatrice della squadra con 30 reti seguita dalla nigeriana Ritah Kivumbi con 21.
Il campionato 2017 vede la squadra vincere il campionato con un percorso nettamente superiore alla concorrenza che la vede primeggiare con 69 punti, 14 sull'inseguitrice IFK Kalmar, frutto di 22 vittorie, 3 pareggi e una sola sconfitta; unica nota negativa è la decisione di Pierre Persson di lasciare la guida tecnica della squadra, che la dirigenza affida al suo vice Pierre Fondin per la storica stagione d'esordio in Damallsvenskan.

## Organico

### Rosa 2021
Rosa, ruoli e numeri di maglia come da sito ufficiale, aggiornati al 16 aprile 2021.
| N. |                        | Ruolo | Calciatrice              |
| -- | ---------------------- | ----- | ------------------------ |
| 2  | Svezia (bandiera)      | D     | Elin Karlsson (capitano) |
| 3  | Svezia (bandiera)      | D     | Emma Pennsäter           |
| 4  | Stati Uniti (bandiera) | C     | Madeline Gotta           |
| 5  | Canada (bandiera)      | D     | Shannon Woeller          |
| 6  | Svezia (bandiera)      | C     | Alexandra Jonasson       |
| 7  | Svezia (bandiera)      | C     | Amanda Johnsson Haahr    |
| 8  | Danimarca (bandiera)   | D     | Emilie Henriksen         |
| 9  | Danimarca (bandiera)   | A     | Signe Holt Andersen      |
| 10 | Svezia (bandiera)      | C     | Elma Smajic              |
| 11 | Finlandia (bandiera)   | C     | Emmi Alanen              |
| 13 | Stati Uniti (bandiera) | P     | Katlynn Fraine           |
| 15 | Svezia (bandiera)      | C     | Evelina Duljan           |
| 16 | Svezia (bandiera)      | C     | Ena Mujdzic              |

| N. |                      | Ruolo | Calciatrice            |
| -- | -------------------- | ----- | ---------------------- |
| 17 | Svezia (bandiera)    | D     | Nellie Karlsson        |
| 20 | Svezia (bandiera)    | C     | Hilda Gahnsby Dahl     |
| 21 | Svezia (bandiera)    | C     | Stina Lennartsson      |
| 23 | Islanda (bandiera)   | C     | Andrea Mist Pálsdóttir |
| 25 | Finlandia (bandiera) | P     | Vera Amanda Varis      |
| 33 | Svezia (bandiera)    | C     | Elin Nilsson           |
| 36 | Svezia (bandiera)    | A     | Emma Jeppsson          |
| 48 | Uganda (bandiera)    | A     | Violah Nambi           |
| 51 | Svezia (bandiera)    | C     | Hannah Löfmark         |
| 88 | Svezia (bandiera)    | C     | Tilde Johansson        |
| 91 | Svezia (bandiera)    | P     | Lisa Karlsson          |
| 98 | Svezia (bandiera)    | A     | Mimmi Strömgren        |

### Rosa 2020
| N. |                        | Ruolo | Calciatrice              |
| -- | ---------------------- | ----- | ------------------------ |
| 2  | Svezia (bandiera)      | D     | Elin Karlsson (capitano) |
| 3  | Svezia (bandiera)      | D     | Jennie Nordin            |
| 4  | Finlandia (bandiera)   | C     | Ria Öling                |
| 5  | Danimarca (bandiera)   | D     | Maria Thomsen            |
| 6  | Svezia (bandiera)      | C     | Alexandra Jonasson       |
| 7  | Svezia (bandiera)      | C     | Amanda Johnsson-Haahr    |
| 8  | Danimarca (bandiera)   | D     | Emilie Henriksen         |
| 9  | Danimarca (bandiera)   | A     | Signe Holt Andersen      |
| 10 | Svezia (bandiera)      | C     | Elma Smajić              |
| 11 | Finlandia (bandiera)   | C     | Emmi Alanen              |
| 13 | Stati Uniti (bandiera) | P     | Katie Fraine             |
| 14 | Svezia (bandiera)      | A     | Sofia Johansson          |
| 16 | Svezia (bandiera)      | D     | Nellie Ohlsson           |

| N. |                        | Ruolo | Calciatrice                                       |
| -- | ---------------------- | ----- | ------------------------------------------------- |
| 17 | Svezia (bandiera)      | A     | Nellie Karlsson                                   |
| 20 | Svezia (bandiera)      | C     | Hilda Dahl                                        |
| 21 | Svezia (bandiera)      | A     | Stina Lennartsson                                 |
| 23 | Nigeria (bandiera)     | A     | Ini-Abasi Umotong                                 |
| 25 | Finlandia (bandiera)   | P     | Vera Varis                                        |
| 32 | Svezia (bandiera)      | D     | Agnes Jelander                                    |
| 33 | Svezia (bandiera)      | C     | Elin Nilsson                                      |
| 34 | Svezia (bandiera)      | C     | Tyra Håkansson                                    |
| 40 | Stati Uniti (bandiera) | D     | Phoebe McClernon (in prestito dall'Orlando Pride) |
| 48 | Uganda (bandiera)      | C     | Violah Nambi                                      |
| 51 | Svezia (bandiera)      | C     | Hannah Löfmark                                    |
| 98 | Svezia (bandiera)      | A     | Mimmi Strömgren                                   |
|    | Svezia (bandiera)      | C     | Antonia Göransson                                 |

## Palmarès
- Campionato svedese di seconda divisione: 1

2017